# 36. ceremonia wręczenia nagród Brytyjskiej Akademii Filmowej
36. ceremonia rozdania nagród Brytyjskiej Akademii Sztuk Filmowych i Telewizyjnych.
 Najwięcej statuetek (5) otrzymał film Gandhi.

## Nominacje
Laureaci oznaczeni są wytłuszczeniem

### Najlepszy film
- Richard Attenborough – Gandhi
- Steven Spielberg, Kathleen Kennedy – E.T.
- Bruce Gilbert – Nad złotym stawem
- Edward Lewis, Mildred Lewis – Zaginiony

### Najlepszy aktor
- Ben Kingsley − Gandhi
- Warren Beatty − Czerwoni
- Albert Finney − Najwyższa stawka
- Henry Fonda − Nad złotym stawem
- Jack Lemmon − Zaginiony

### Najlepsza aktorka
- Katharine Hepburn − Nad złotym stawem
- Diane Keaton − Czerwoni
- Jennifer Kendal − 36 Chowringhee Lane
- Sissy Spacek − Zaginiony

### Najlepszy aktor drugoplanowy
- Jack Nicholson − Czerwoni
- Frank Finlay − Powrót żołnierza
- Edward Fox − Gandhi
- Roshan Seth − Gandhi

### Najlepsza aktorka drugoplanowa
- Rohini Hattangadi − Gandhi
- Maureen Stapleton − Czerwoni
- Candice Bergen − Gandhi
- Jane Fonda − Nad złotym stawem

### Najlepsza reżyseria
- Richard Attenborough − Gandhi
- Costa-Gavras − Zaginiony
- Mark Rydell − Nad złotym stawem
- Steven Spielberg − E.T.

### Najlepszy scenariusz
- Costa-Gavras, Donald E. Stewart − Zaginiony
- Melissa Mathison − E.T.
- John Briley − Gandhi
- Ernest Thompson − Nad złotym stawem

### Najlepsze zdjęcia
- Jordan Cronenweth − Łowca androidów
- Vittorio Storaro − Czerwoni
- Allen Daviau − E.T.
- Billy Williams, Ronnie Taylor − Gandhi

### Najlepsza scenografia/dekoracja wnętrz
- Lawrence G. Paull − Łowca androidów
- James D. Bissell − E.T.
- Stuart Craig − Gandhi

### Najlepsze kostiumy
- Charles Knode, Michel Kaplan − Łowca androidów
- Shirley Russell − Czerwoni
- John Mollo, Bhanu Athaiya − Gandhi

### Najlepszy dźwięk
- James Guthrie, Eddy Joseph, Clive Winter, Graham V. Hartstone, Nicolas Le Messurier − Ściana
- Charles L. Campbell, Gene S. Cantamessa, Robert Knudson, Robert Glass, Don Digirolamo − E.T.
- Jonathan Bates, Simon Kaye, Gerry Humphreys, Robin O’Donoghue − Gandhi
- Peter Pennell, Bud Alper, Graham V. Hartstone, Gerry Humphreys − Łowca androidów

### Najlepszy montaż
- Françoise Bonnot − Zaginiony
- Carol Littleton − E.T.
- John Bloom − Gandhi
- Terry Rawlings − Łowca androidów

### Najlepsze efekty specjalne
- Richard Edlund − Duch
- Dennis Muren, Carlo Rambaldi − E.T.
- Douglas Trumbull, Richard Yuricich, David Dryer − Łowca androidów
- Gordon Willis, Joel Hynek, Stuart Robertson, Richard Greenberg − TRON

### Najlepsza piosenka
- Roger Waters − „Another Brick in the Wall” z filmu Ściana
- Charles Strouse, Martin Charnin − „Tomorrow" z filmu Annie
- Randy Newman − „One More Hour” z filmu Ragtime
- Jim Peterik, Frankie Sullivan − „Eye of the Tiger” z filmu Rocky III

### Najlepsza muzyka
- John Williams − E.T.
- Ravi Shankar, George Fenton − Gandhi
- Vangelis − Łowca androidów
- Vangelis − Zaginiony

### Najlepszy film zagraniczny
- Francesco Rosi – Chrystus zatrzymał się w Eboli
- Jean-Jacques Beineix – Diva
- Werner Herzog – Fitzcarraldo
- Wolfgang Petersen – Okręt

### Najlepsza charakteryzacja
- Sarah Monzani, Christopher Tucker, Michèle Burke − Walka o ogień
- Robert Sidell − E.T.
- Tom Smith − Gandhi
- Marvin G. Westmore − Łowca androidów

### Najbardziej obiecujący debiut aktorski w głównej roli
- Ben Kingsley − Gandhi
- Drew Barrymore – E.T.
- Henry Thomas − E.T.
- Kathleen Turner − Żar ciała

## Podsumowanie
Laureaci

Nagroda / Nominacja

- 5 / 16 – Gandhi
- 3 / 8 – Łowca androidów
- 2 / 2 – Ściana
- 2 / 6 – Czerwoni
- 2 / 7 – Zaginiony
- 1 / 6 – Nad złotym stawem
- 1 / 12 – E.T.